# Bozo

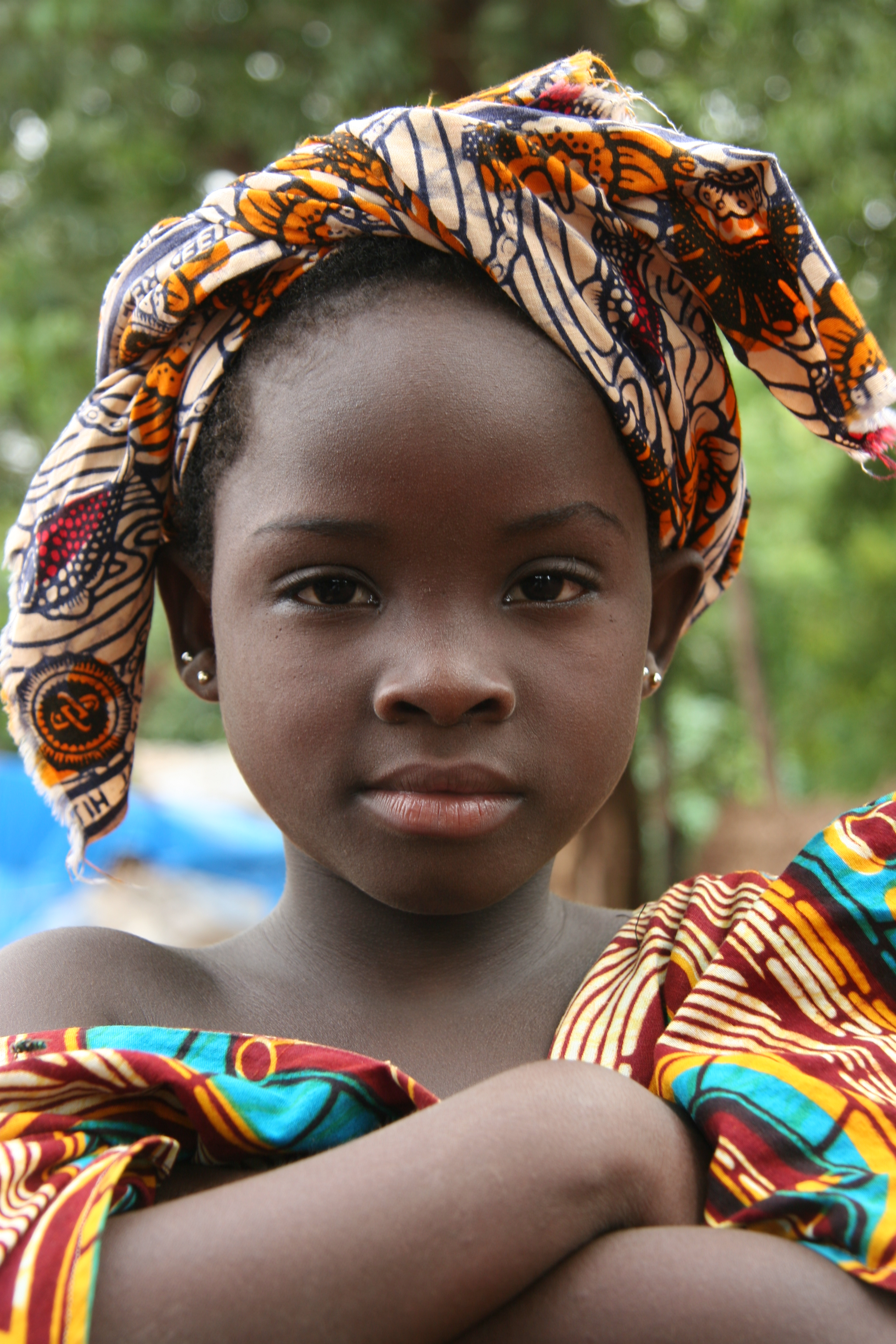
Bozo-Mädchen aus Bamako

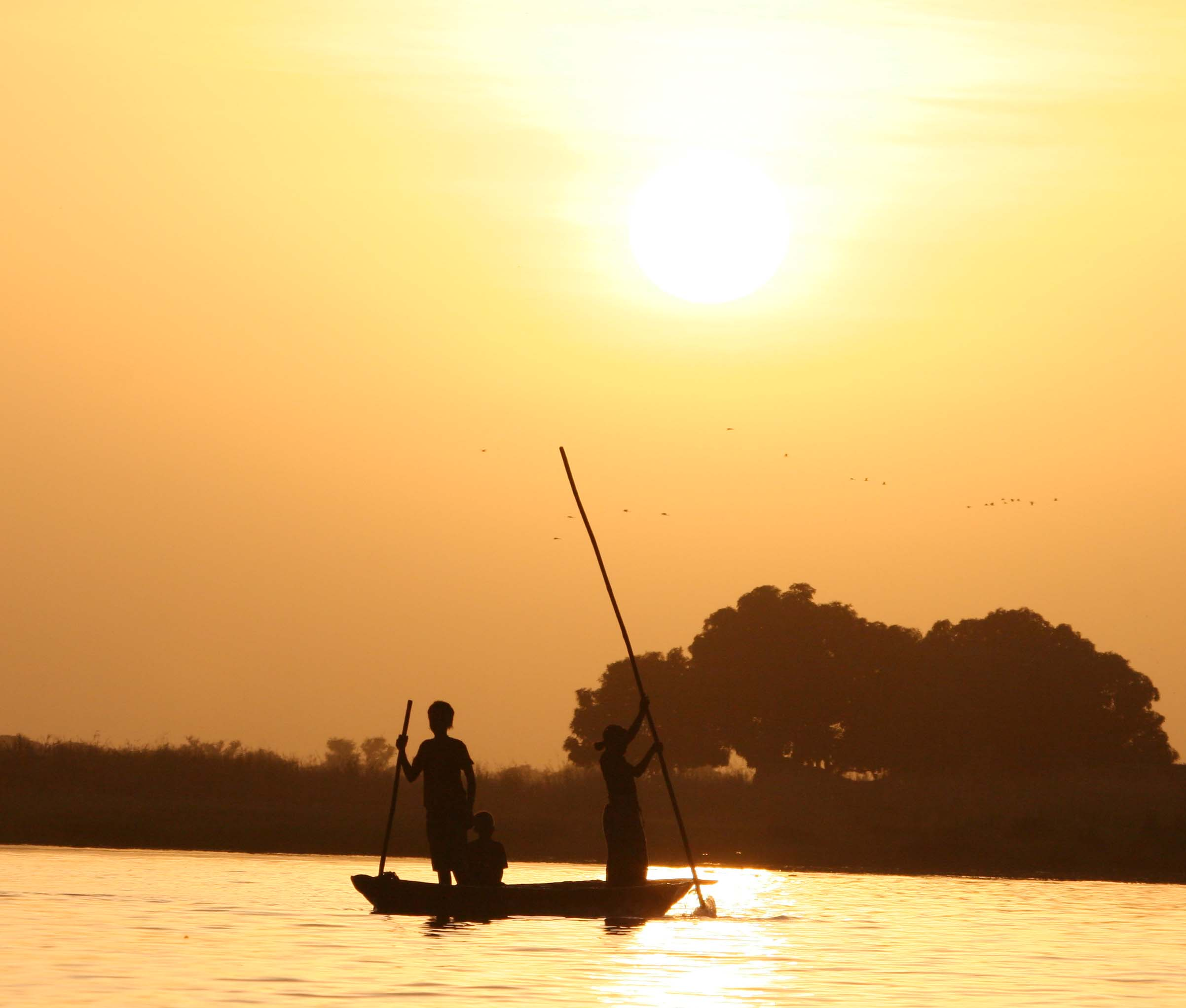
Bozo-Fischer auf dem Bani

Die Bozo sind eine in Westafrika beheimatete ethnische Gruppe, deren Siedlungsgebiete sich überwiegend am Niger-Fluss in Mali befinden. Der Name leitet sich vermutlich von bambarisch bo-so „Bambushaus“ ab und bezeichnet die Gesamtheit der Ethnie. Unterhalb dieser Bezeichnung werden Clannamen wie Sorogoye, Hain und Tieye verwendet. Die Bozo leben traditionell vom Fischfang und werden gelegentlich als die „Meister des Flusses“ bezeichnet. Eine Volkszählung von 2000 kam für die Bozobevölkerung von Mali auf die Anzahl von 132.100.

## Sprachen
Die von den Bozo gesprochenen Sprachen gehören zur Soninke-Untergruppe der nordwestlichen Mande-Sprachen und galten lange als Dialekte einer Sprache. Neuerdings geht man jedoch von mindestens vier eigenständigen Varianten aus.

## Geschichte
Den Bozo zugeschriebene Felsenzeichnungen reichen bis zu 6000 Jahren zurück, ihre gegenwärtige Kultur resultiert jedoch vor allem aus der Inbesitznahme des Nigerufers im Reich von Ghana des 10. Jahrhunderts. Die Bozo waren die Gründer der malischen Städte Djenné und Mopti.

## Kultur
Obwohl überwiegend muslimisch, bewahrte ihre Kultur eine Vielzahl ethnisch religiöser Traditionen. Ihr Tiertotem ist ein Stier, dessen Körper den Niger darstellt und dessen Hörner die von Bozofischern verwendeten Pirogen darstellen. Eine dieser präislamischen oder präpatriarchalischen Traditionen ist eine separate Schlafstätte junger Männer, wo diese voreheliche Erfahrungen mit dem anderen Geschlecht machen können. Solche Häuser sind auch von der Ethnie der Muria in Zentralindien bekannt und durch Bronislaw Malinowski und Wilhelm Reich bei den Einwohnern der Trobriand-Inseln beschrieben worden. 